# رامبو (لعبة فيديو 1985)
لعبة رامبو (بالإنجليزية: Rambo)‏ ، هي لعبة فيديو أنتجت من قبل بلاتنيوم برودكشن وطورها أوسين سوفت وير وتعمل لأنظمة زي أكس سبكتروم و كومودور 64 و أمستراد سي بي سي.
وتعد أول إصدار لسلسلة رامبو في تاريخ ألعاب فيديو.